# Aveiro/ Nazaré
Aveiro/ Nazaré este o arie protejată (arie de protecție specială avifaunistică — SPA) din Portugalia întinsă pe o suprafață de 292.928,65 ha, integral marine.

## Localizare
Centrul sitului Aveiro/ Nazaré este situat la coordonatele 39°57′56″N 9°06′30″W / 39.9656°N 9.1082°V.

## Înființare
Situl Aveiro/ Nazaré a fost declarat arie de protecție specială avifaunistică în septembrie 2015 pentru a proteja 16 specii de animale.

## Biodiversitate
Situată în ecoregiunea marină Atlantică, aria protejată nu include niciun habitat protejat.
La baza desemnării sitului se află mai multe specii protejate de  păsări (16): alca (Alca torda), Calonectris diomedea, Catharacta skua, Hydrobates pelagicus, pescăruș negricios (Larus fuscus), pescăruș-cu-cap-negru (Larus melanocephalus), Larus michahellis, pescăruș râzător (Larus ridibundus), rață neagră (Melanitta nigra), sula bassana (Morus bassanus), Puffinus puffinus mauretanicus, Rissa tridactyla, chiră mică (Sterna albifrons), chiră de baltă (Sterna hirundo), chiră de mare (Sterna sandvicensis), Uria aalge ibericus.